# Kloster Valbenoîte
Das Kloster Valbenoîte (Vallis Benedicta) ist eine ehemalige Zisterzienserabtei in Frankreich. Es liegt in der Stadt Saint-Étienne im Département Loire, Region Auvergne-Rhône-Alpes, in der Nähe des Flüsschens Furan.

## Geschichte
Das Kloster wurde wohl im Jahr 1184 von Gui (Guido) II., dem Grafen von Forez, als siebtes (und vorletztes) Tochterkloster von Kloster Bonnevaux im Dauphiné (im heutigen Département Isère), dem sechsten Tochterkloster von Kloster Cîteaux, auf einem moorigen Gelände, das erst saniert werden musste, gestiftet. Der Name der Stadt Saint-Étienne wird um dieselbe Zeit erstmals erwähnt. Das Kloster besaß die Grangie de l’Oeuvre in seiner Nähe, die Grangie von Graix im Mont Pilat und die Grangien von Pleiney und Verney. 1359 mussten die vier im Kloster lebenden Mönche vor den Engländern und den Navarrern fliehen und konnten erst 15 Jahre später zurückkehren. 1380 wurde das Kloster als befestigte Abtei wiederaufgebaut. 1570 plünderten die Protestanten unter Coligny das Kloster, das im 16. Jahrhundert in Kommende gefallen war. Die Mönche sollen massakriert und die Kirche demoliert worden sein. Bis ins 17. Jahrhundert erfolgte der Wiederaufbau, aus dieser Zeit stammt die Ehrentreppe. 1779 brannte das Kloster ab. Die Klosterauflösung in der französischen Revolution 1790 vertrieb die noch 14 (nach anderen Angaben 4) im Kloster lebenden Mönche. Die Kirche wurde zur Pfarrkirche, im Kloster richtete sich ein Maristenpensionat ein, das nunmehr als Institut N.-D. de Valbenoîte fortgeführt wird.

## Bauten und Anlage
Von der im Jahr 1222 begonnenen Kirche stehen noch Chor und Apsis vom Ende des 12. Jahrhunderts und die Schiffe aus dem 13. Jahrhundert. Die Fassade und das erste Langhausjoch entstammen dem 19. Jahrhundert. Was sonst noch vorhanden ist, datiert wohl weitgehend aus dem 17. und 18. Jahrhundert.